# آموری و مالاویتا
آموری و مالاویتا (Ammore e malavita) یک فیلم موزیکال و کمدی به کارگردانی برادران مانتی محصول سال ۲۰۱۷ ایتالیا است. این فیلم توانست در بخش اصلی هفتاد و چهارمین جشنواره فیلم ونیز حضور پیدا کند.

## بازیگران
- کلاودیا جرینی در نقش دونا ماریا
- کارلو بوچیروسو در نقش دون وینچنزو
- سرینا روسی در نقش فاطمه
- جامپائولو مورلی در نقش چیرو